# Teòfanes Grapte
Teòfanes Grapte o Teòfanes el Marcat (grec: Θεόφανης Γραπτός; llatí: Theophanes Graptus; Palestina, 775 - Nicea, 845) fou un monjo romà d'Orient i escriptor eclesiàstic. És venerat com a sant per les esglésies ortodoxa i catòlica.
Era fill del venerable Jonàs el Prevere, de Jerusalem; el seu germà gran fou Teodor Grapte. No hi ha notícies sobre la seva educació i ordinació. Se sap que els dos germans van ingressar al monestir de Mar Saba, prop de Betlem, on foren deixebles de Miquel Sincel·le. En 813, Miquel i els dos deixebles van iniciar un viatge cap a Roma, enviats pel Patriarca de Jerusalem perquè donessin el seu suport al papa en la disputa del Filioque que tenia contra els francs.
De camí, van passar per Constantinoble. Recentment, el setè concili ecumènic havia condemnat la iconoclàstia com a heretgia; sospitosos d'ella, foren detinguts i interrogats per l'emperador Lleó V l'Armeni (un fervent iconoclasta que va regnar del 813 al 820), que els feu empresonar. Tot i que per l'emperador va quedar impressionat pels seus arguments, no el van fer canviar i els dos germans i Miquel foren expulsats de la capital.
A la mort de Lleó l'emperador Miquel el Tartamut els va permetre retornar, però no van tardar a ser expulsats altra vegada. El seu successor Teòfil de Bizanci va regnar del 829 al 842 i els va tractar encara pitjor: els va fer empresonar i torturar, i va fer que els marquessin a foc a la cara dotze versos iàmbics mal compostos, tot i que formalment correctes. D'aquí els ve el sobrenom de Grapti (Γραπτοί), "marcats al foc".
Va viure després exiliat a una presó d'Apamea de Bitínia, on va morir Teodor cap al 841. Teòfanes i Miquel van poder veure el final de la iconoclàstia quan va pujar a la regència Teodora, la vídua de Teòfil, en nom del seu fill Miquel III. Teòfanes va ser nomenat bisbe de Nicea per Metodi el patriarca de Constantinoble.
Va morir a Nicea el desembre de 845.
Les seves obres foren:
- Un Κανών, Canon, o himne pel seu germà Teodor, que fou inclòs en el llibre de l'església grega la Menaea per ser utilitzat el 27 de desembre
- Canon Epinicius sive Victorialis, que utilitza l'església grega el primer diumenge de Quaresma.
- Canon Paracleticus ad B. Deipatram

Amb Josep l'Himnògraf és l'autor amb més himnes i textos inclosos al Paraklitiki, llibre litúrgic de l'Església Ortodoxa, amb cants en vuit tons dedicats als àngels i els difunts. Segueix la tradició himnogràfica de Mar Sabbas, on havien destacat Andreu de Creta o Joan Damascè.